# Anua verecunda
Anua verecunda är en fjärilsart som beskrevs av Holland 1894. Anua verecunda ingår i släktet Anua och familjen nattflyn. Inga underarter finns listade i Catalogue of Life.